# 이현승 (축구 선수)
이현승(李弦昇, 1988년 12월 14일 ~ )은 대한민국의 축구 선수로서 포지션은 미드필더이다. 고등학생 시절 이현우에서 현재의 이름으로 개명하였다.

## 클럽 경력
2006년 전북 현대 모터스에서 데뷔하여 그 해 AFC 챔피언스리그 우승에 공헌하였고, 2006년 K-리그 최초로 팀을 FIFA 클럽 월드컵에 진출시키는 데 공헌하였다. 2006년 5월 10일 수원 삼성 블루윙즈와의 원정 경기에서 K리그 통산 최연소 득점(17세 4개월 26일)을 기록하였고, 2006년 FIFA 클럽 월드컵에서 클럽 아메리카와의 경기에서 교체 투입되며 FIFA 클럽 월드컵 최연소 출장 기록 (17세 11개월 27일)을 세웠으며, 2007년 4월 4일 포항 스틸러스와의 홈 경기에서 자신의 프로 통산 처음이자 K리그 통산 최연소 어시스트 해트트릭 (18세 4개월)을 기록하였다.
2010년 팀 동료 하대성과 함께 FC 서울로 이적하였고 2010년 3월 27일 포항 스틸러스와의 2010 K리그 5라운드 경기에서 교체 투입되며 서울 소속으로 첫 경기를 치렀다. 이 경기는 2010 시즌 그의 마지막 리그 경기가 되었고, 2011년 1월 17일 전남 드래곤즈로 2011 시즌이 끝날 때까지 임대되었다.
1시즌 간 활약한 전남에서 좋은 모습을 보이자 전남은 임대 신분이던 이현승의 영입을 추진하였고 2012년 1월 3일 완전 영입에 성공하였다.
하지만 그 뒤 전남에서 부진하였고, 2015년 부천 FC 1995로 이적하였다. 다시 활약을 인정받아 시즌 중반 1부 리그 대전 시티즌으로 이적했으나 별다른 활약 없이 팀의 강등을 막지 못하였고, 2016 시즌을 앞두고 군 복무를 해결하기 위해 안산 무궁화에 입단하였다.
4월 9일 친정팀 대전과의 경기서 한지호의 골을 어시스트하며 안산 입단후 첫 어시스트를 기록했다.
2017시즌 말 전역해 대전으로 복귀했으며, 성남 FC전에서 대전 입단 후 첫 골을 성공시켰다.
2017시즌을 끝으로 대전과 계약 기간이 만료되었고 부천 FC 1995로 이적했다. 2018년 5월 27일에 열린 안산 그리너스와의 경기에서 부천 복귀 후 첫 골을 기록했다.
2019시즌을 앞두고 내셔널리그의 경주 한국수력원자력에 입단했다.
2020시즌을 앞두고 김해시청으로 이적했다.

## 국가대표 경력
2007년 FIFA U-20 월드컵에 참가하였다.
2011년 9월 26일, 폴란드와 아랍에미리트 전을 앞두고 성인 국가대표에 처음으로 발탁되었으나, 경기에는 출전하지 못하였다.

## 수상

### 선수
안산 무궁화 FC
- K리그 챌린지 : 우승 (2016)

### 개인
- K리그 챌린지 베스트 11 (1) : 2016